# Братское (Краснодарский край)
Братское (ранее Поповка) — село в Кущёвском районе Краснодарского края России. Входит в состав Глебовского сельского поселения.

## География
Расположен в северной части Приазово-Кубанской равнины.
Село Братское в зависимости от исторического периода простиралось от 2 до 7 километров вдоль реки Цун-Цун. В период своего расцвета граница села доходила до деревни Цун-Цун (ныне заброшена). Граничит с селом Полтавченское и селом Глебовка.
Уличная сеть представлена тремя объектами: пер. Солнечный, ул. Зелёная, ул. Трудовая.

## История

### Имперская Россия
Село Братское возникла в 18 веке под названием Поповка. В период своего расцвета село насчитывало десятки домов и имела единственную в округе церковь (ныне разрушена, фундамент скрыт под водами реки Цун-Цун).
Сведений о жизни села в эпоху дореволюционной России осталось чрезвычайно мало. В основном это воспоминания старожилов о рассказах своих предков.

### Советский Союз
В 1963 году указом Президиума Верховного Совета РСФСР хутор Поповка был переименован  в село Братское Кущёвского сельского района.
В советское время Братское относилось к Ильинскому сельскому поселению (ныне к Глебовскому) и несколько уменьшилось в размерах, однако всё равно оставалось достаточно большим. В селе действовала собственная школа, ясли, больница, магазин и деревенский клуб с собственным кинозалом. Не обошла село стороной и коллективизация. До начала 90-х годов в Братском размещалась бригада колхоза «Восход», в которой было занято практически всё взрослое население Братского.
Во время Великой Отечественной войны бои шли в непосредственной близости от села. Здание школы использовалось как госпиталь для военнослужащих (ныне частный дом). В селе останавливались немецкие войска, однако немецких захоронений в непосредственной близости от села обнаружено не было. Интересным фактом является то, что практически в каждом доме остались немецкие вещи (подковы, плащи, термосы, оружие и даже техника).
На сельском кладбище, где самая древняя могила датирована 1904 годом, на месте захоронения советских воинов установлен Памятник Неизвестному Солдату. Многие могилы 19 века заброшены и идентифицировать их уже невозможно.
Для Поповки всегда были характерны семьи с 5-7, а то и 10 детьми. Самыми большими в Советский период были семьи Гордик, Алёхиных, Иванченко, Помазан.

### Новая Россия
С началом Перестройки село пришло в упадок. Распад Советского Союза окончательно оформил запустение Братского. Закрылись все учреждения, в том числе бригада колхоза «Восток». Жители стали массово покидать село и уезжать в Ростов-на-Дону или более крупные областные центры. В середине 90-х — начале 2000-х гг. население составляло не более 40 человек. Многие дома стояли заброшенными. Однако со временем ситуация начала улучшаться. В селе снова появилась молодёжь, было налажено регулярное автобусное сообщение с Ростовом-на-Дону и Кущёвской. В течение последних лет появилась традиция праздновать День Села, на которое съезжаются и бывшие жители села, покинувшие село в тяжёлые годы.

## Население
| 2002 | 2010 |
| ---- | ---- |
| 84   | ↘76  |